# Jackie Fisher (cầu thủ bóng đá, sinh năm 1897)
John "Jackie" Fisher (4 tháng 8 năm 1897 – 1954) là một cầu thủ bóng đá người Anh thi đấu ở vị trí tiền vệ chạy cánh.